# Slog
Slog je jedinica za oblikovanje govornih zvukova. Primjerice, riječ voda se sastoji od dva sloga: vo i da. Slog je obično sastavljen od jezgre (najčešće samoglasnik), početka i završetka (obično suglasnik).
Slogovi se često smatraju fonološkim „blokovima“ riječi. Oni mogu utjecati na ritam jezika, stihovni metar, obrazac naglaska itd.
Riječ od jednog sloga (kao što je rep) se zove jednosložna riječ dok riječ koja se sastoji od dva sloga (poput majmun) se naziva dvosložna. A riječ sastavljena od tri sloga (kao što je siromah) se zove trosložna. Riječ sastavljena od više od tri sloga (kao što je inteligencija) se zove višesložna, iako se ovaj termin često rabi za opisivanje riječi od dva ili više sloga.

## Struktura
Slog se sačinjen od nekoliko glasova koji u se u fonetici tipično karakteriziraju prema zvonkosti, tj. glasnoći. Manje zvonki, tzv. šuštavi glasovi, najčešće suglasnici, tako se tipično nalaze na vanjskim rubovima sloga, dok se zvonkiji glasovi, samoglasnici te poneki suglasnici poput /r/, /l/, /j/ i /m/, nalaze u središnjim dijelovima.
Slog se u najjednostavnijem obliku sastoji od:
- Pristupa ili početka (eng. onset; fakultativan element)
- Rime ili sroka (eng. rhyme)
  - Jezgre (eng. nucleus; obavezni element)
  - Odstupa ili završetka (eng. coda; fakultativan element)

Za slog je jedini obavezan element njegova jezgra, što se vidi u primjeru švedske riječi å (hrv. „rijeka”), no nju može sačinjavati i više samoglasnika koji tvore dvoglas, poput irskog ae (hrv. „jetra”) ili norveškog øy (hrv. „otok”). Zatim se mogu dodati pristup (npr. swahili mke, „supruga”) i odstup (turski el, „šaka”), koji oboje mogu imati više glasova na istom položaju u slogu.
Jezgru može sačinjavati i suglasnik, čemu je u hrvatskome najpoznatiji predstavnik slogotvorno r, koje nosi slogove poput crv, mrk i rt. Kada slog naizgled nema jezgre, poput zadnjeg sloga hrvatske riječi bicikl, na njeno mjesto dolazi poluglas, tzv. šva.

## Suprasegmentalna razina
Struktura sloga često je povezana s naglaskom, jednim od suprasegmentalnih elemenata jezika. U latinskome se, primjerice, naglasak redovito određuje prema dužini sloga. 